# 孫甜甜
孫甜甜（1981年10月12日—），籍貫河南郑州，前中國女子網球運動員。迄今為止，唯一在大滿貫賽事（澳網混雙，2008），夏季奧運會（雅典女雙，2004）以及WTA職業巡迴賽（塔什干女單，2006）均獲得過冠軍的華人球員。2008年後淡出網球圈並退役。

## 生涯
孫甜甜比李婷遲一年練習網球，她於1989年開始於河南省業餘體校練習網球。四年後成為河南隊的球員之一，後來在2000年入選國家隊。
孫甜甜在加入國家隊入的第三年與李婷贏得WTA三站的女雙冠軍。一年後在WTA海德拉巴站中的女雙項目得亞軍，又在澳洲網球公開賽中在女雙16強出局，但表現不俗。其後，更在雅典奧運會歷史性地殺入決賽，更8月22日的決賽中，她們以直落兩盤6-3，擊敗西班牙組合马丁内斯（1994年温布尔登女單冠軍）和比希尼婭·魯阿諾·帕斯夸爾，為中國首次奪得奧運會網球女雙金牌，這是中國隊歷來在該項目最出眾的成績。
2005年，孫甜甜與李婷奪得2005中國十佳勞倫斯最佳突破獎。
2006年，孫甜甜奪得烏茲別克塔什干女網公開賽女單冠軍，她在女單決賽以6-2，6-4擊敗東道主球員Iroda Tulyaganova奪標，成為繼李娜、鄭潔和晏紫後，第四位獲得WTA巡迴賽單打冠軍的中國球員。
2008年，孫甜甜伙拍塞爾維亞球員泽蒙季奇，在澳網混合雙打決賽，以盤數2-0（比分 : 7-6(4), 6-4）擊敗印度組合米尔扎和布帕蒂，勇奪冠軍。
她亦是首位在奧運網球和大滿貫比賽中都曾獲冠軍的中國網球運動員。
现任中原网球训练基地管理中心副主任、河南省网球协会副秘书长。

## WTA巡迴賽冠軍
- 單打 (1)
  - 2006年 (1) - 塔什干四級賽（塔什干公開賽）

- 雙打 (12)
  - 2003年 (3) - 維也納三級賽、魁北克城三級賽、芭堤雅四級賽 [搭檔皆為李婷]
  - 2004年 (2) - 雅典奧運會、廣州公開賽 [搭檔皆為李婷]
  - 2005年 (1) - 葡萄牙埃斯托利爾四級賽 [搭檔 : 李婷]
  - 2006年 (3) - 芭提雅四級賽、埃斯托利爾四級賽、廣州公開賽 [搭檔皆為李婷]
  - 2007年 (2) - AIG日本公開賽、曼谷（泰國公開賽）[搭檔皆為晏紫]
  - 2008年 (1) - 印度班加羅爾 [搭檔為彭帥]

## 大滿貫混雙冠軍
- 2008年 (1) - 澳網 [搭檔 : 泽蒙季奇]

| 年份 | 比賽 | 場地 | 搭檔                | 決賽對手                       | 勝方比分    |
| 2008 | 澳網 | 硬地 | 泽蒙季奇 (塞爾維亞) | 米尔扎 (印度) 和 布帕蒂 (印度) | 7-6(4), 6-4 |

## 國內比賽
- 單打季軍
  - 2005年 - 十運會

## 外部連結
- 孫甜甜在国际奥林匹克委员会的资料
- 孫甜甜的国际女子网球协会官方資料（英文）
- 孫甜甜的國際網球總會 職業／青少年 官方資料（英文）